# Wals-Siezenheim
Wals-Siezenheim osztrák község Salzburg tartomány Salzburg-Umgebung járásában. Lakossága 2016 januárjában 13 243 fő volt, emiatt "Ausztria legnagyobb falvának" is nevezik.

## Elhelyezkedése
Wals-Siezenheim Salzburg városa és a német határ között terül el, gyakorlatilag a tartományi főváros külvárosaként funkcionál, bár formálisan önálló. Az önkormányzathoz a következő falvak, települések tartoznak: Gois (552 fő), Himmelreich (1 201),    Käferheim (497), Kleßheim (82), Schwarzenbergkaserne (22), Siezenheim (2 913), Viehhausen (2 119), Wals (3 521), Walserberg (866), Walserfeld (1 021). Keletről Salzburg, délkeletről Grödig, délről Großgmain, délnyugatról a németországi Bad Reichenhall és Piding, nyugatról a német Ainring, északnyugatról a német Freilassing határolja. 

## Története

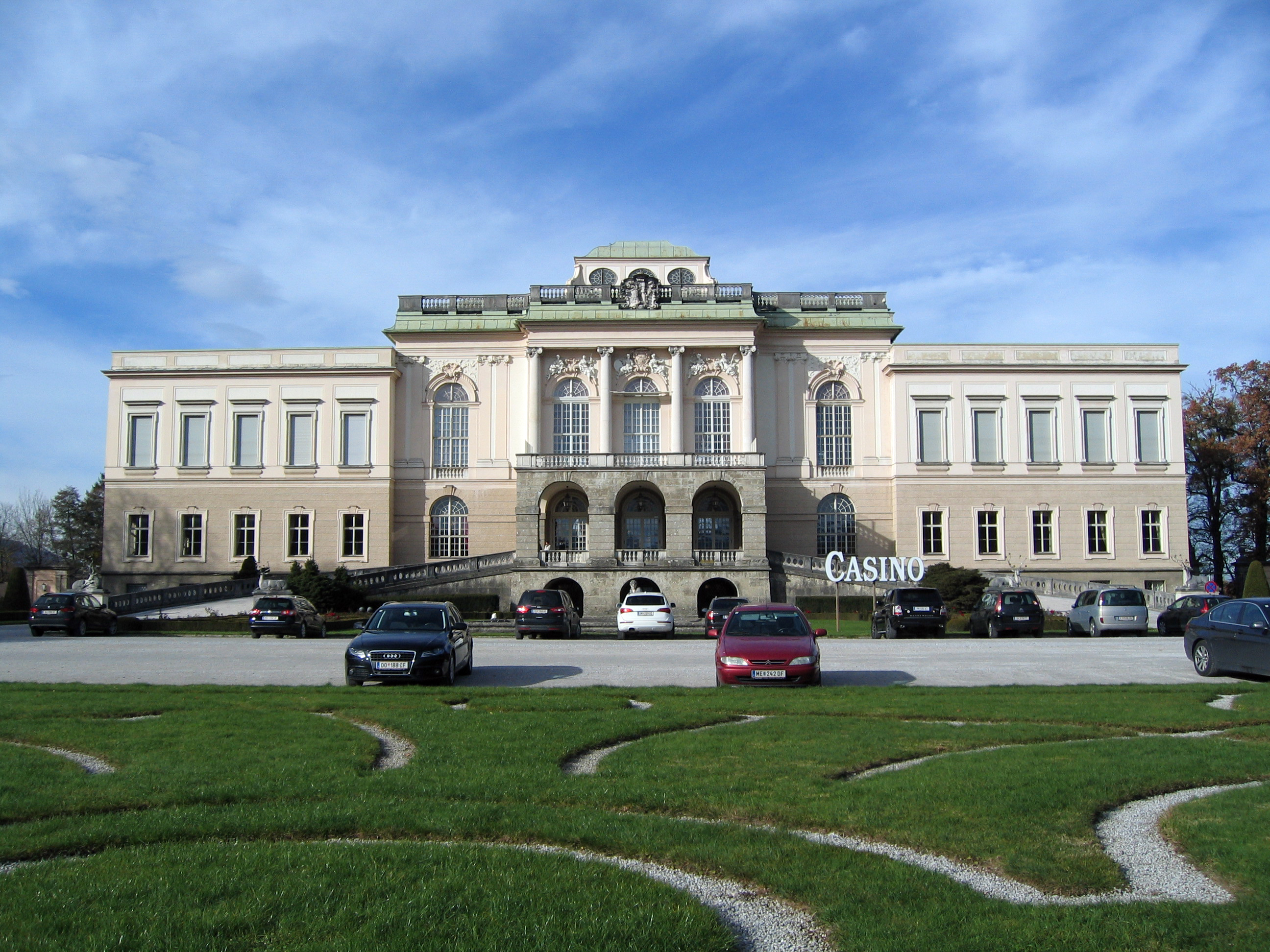
Schloss Kleßheim

Siezenheim már a római időkben is lakott volt, nevét egy akkori földbirtokosról, Sizóról kapta. A kereszténység legrégebbi emléke a helyi templomban található kőkereszt, amelyet a kalandozó magyarok 926-os támadása előttről származik. Maga a templom 1506-ban épült az 1500 körül leégett épület helyébe.  
1700-ban megkezdődött a barokk Kleßheimi kastély építése, amely a salzburgi érsek nyári rezidenciájaként szolgált. 
1800. december 12-14. között itt zajlott a Napóleon elleni második koalíciós háború walserfeldi csatája, amely francia győzelemmel végződött. 
A mai települései önkormányzat 1948-ban jött létre, Wals és Siezenheim községek összeolvasztásából. 

## Látnivalók
- Kleßheimi kastély
- Siezenheim temploma
- Wals temploma
- a goisi Szt. Jakab-templom
- a viehhauseni Szentháromság-kápolna
- a loigi római villa
- a walserfeldi csata emlékműve Goisban

A község futballcsapata az FC Red Bull Salzburg, amely hazai stadionját, a Red Bull Arenát korábban wals-sizenheimi stadionnak hívták.  

## Fordítás
- Ez a szócikk részben vagy egészben  a   Wals-Siezenheim című német Wikipédia-szócikk ezen változatának fordításán alapul.  Az eredeti cikk szerkesztőit annak laptörténete sorolja fel. Ez a jelzés csupán a megfogalmazás eredetét és a szerzői jogokat jelzi, nem szolgál a cikkben szereplő információk forrásmegjelöléseként.